# Kino (miesięcznik)
Kino – polski miesięcznik poświęcony twórczości i edukacji filmowej; wydawany od 1966 w Warszawie. 

## Historia
Wydawanie miesięcznika rozpoczęły w 1966 Wydawnictwa Artystyczne i Filmowe, od których przejęła tytuł w 1973 Robotnicza Spółdzielnia Wydawnicza „Prasa-Książka-Ruch”. W 1990 wydawcą została Fundacja Sztuki Filmowej, następnie w 1992 Zakład Agencji Dystrybucji Filmowej i w 2000 Zakład Filmu Polskiego – Agencji Promocji. Od 2003 wydawcą jest Fundacja Kino Jacka Cegiełki.

## Opis
Ukazuje się 12 razy w roku w objętości ok. 100 stron. Nakład 10 tys. egzemplarzy (według danych wydawcy). W piśmie publikowane są eseje i analizy z dziedziny filmoznawstwa, recenzje filmów z bieżącego repertuaru kin, VOD i książek o tematyce filmowej, relacje z festiwali filmowych, wywiady z twórcami, bieżące informacje o imprezach oraz konkursach i nagrodach filmowych. Z pismem związana jest Nagroda im. Bolesława Michałka, przyznawana dla najlepszej książki filmowej roku oraz Nagroda im. Zbyszka Cybulskiego, wznowiona w 2005, przyznawana młodym aktorom wyróżniającym się wybitną indywidualnością. Oba wyróżnienia przyznaje wydawca miesięcznika – Fundacja Kino. Pismo jest laureatem Nagrody PISF-u w dziedzinie „krytyka filmowa” oraz Brązowego Medalu Zasłużony Kulturze „Gloria Artis”.

## Redaktorzy naczelni
- Jerzy Toeplitz (1966–1968)[3]
- Ryszard Koniczek (1969–1979)[4]
- Janusz Skwara (1979–1980)[1]
- Lesław Bajer (1980–1982)[5]
- Stanisław Kuszewski (1983–1989)[1][a]
- Tadeusz Sobolewski (1990–1994)[1]
- Andrzej Kołodyński (1994–2019)[7]
- Jacek Cegiełka (2019[7][8]–)

## Redakcja i współpracownicy[9]

### Zespół redakcyjny
- Jacek Cegiełka – redaktor naczelny[8]
- Kuba Armata – dział polski
- Iwona Cegiełkówna – dział zagraniczny
- Andrzej Kołodyński
- Bożena Janicka
- Adriana Prodeus
- Ola Salwa
- Magda Sendecka
- Krzysztof Spór
- Bartosz Żurawiecki

### Stali współpracownicy
- Zbigniew Banaś
- Bartosz Czartoryski
- Piotr Czerkawski
- Jakub Demiańczuk
- Piotr Dobry
- Tomasz Jopkiewicz
- Adam Kruk
- Krzysztof Kwiatkowski
- Magdalena Maksimiuk
- Rafał Pawłowski
- Andrzej Pitrus-Kuguar
- Aleksandra Różdżyńska
- Gabriela Sitek
- Tadeusz Sobolewski
- Tadeusz Szczepański
- Konrad J. Zarębski